# Sampo Karjalainen
Sampo Karjalainen (Tampere, 2 de maio de 1977) é um empresário finlandês, diretor de criação da Sulake, empresa que fundou juntamente com Aapo Kyrölä. Foi o criador do hotel virtual Habbo, em 2000, um jogo eletrônico e rede social online para adolescentes, difundida em mais de 20 países.
Sampo Karjalainen estudou literatura, física teórica e processamento da informação, na Universidade de Helsinque.

## Carreira
Sampo Karjalainen trabalhou nas seguintes empresas
- 1994: To the Point
- 1998: Satama Interactive
- 2000: Ego Taivas media lab
- 2000: Sulake